# 왁싱

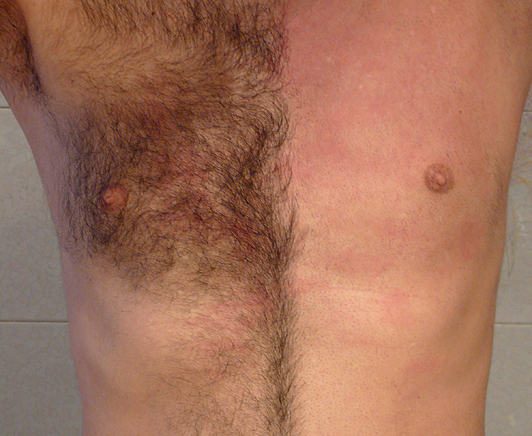
남성의 가슴 왁성 전후

왁싱(waxing)은 왁스와 같이 체모에 달라붙는 물질을 덮은 다음 털을 뽑아냄으로써 뿌리째 제모하는 과정이다. 새 털은 4주에서 6주간 이전 왁싱 자리에서 도로 자라나지 않는다. 눈썹, 얼굴, 음모(비키니 왁싱), 다리, 팔, 등, 배, 가슴, 손, 발 등 신체의 거의 모든 부위를 왁싱할 수 있다.

## 같이 보기
- 비키니 왁싱